# Panokseon

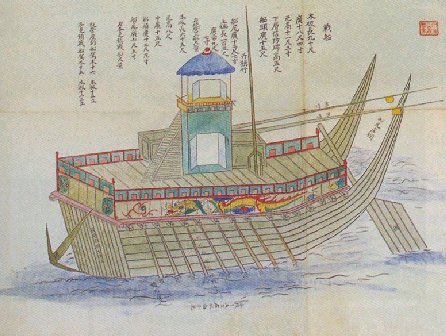
Antiguo bosquejo de un panokseon.

El panokseon (en Hangul:판옥선, en Hanja:板屋船) era un barco de guerra propulsado por velas y remos utilizado por la Armada coreana durante el reinado de la dinastía Joseon. El primero fue construido en 1555.Tuvo una importante participación durante las invasiones japonesas de Corea.

## Historia
Debido a que la dinastía Joseon era constantemente amenazada en sus costas por la actividad de piratas japoneses (wakō), yurchen y mongoles,el desarrollo de barcos de guerra fue ampliamente difundido en el país desde tiempos de la dinastía Goryeo.
El primer modelo de este tipo de barcos se desarrolló en el año de 1555, el décimo año del reinado de Myeongjong. El panokseon era un barco de grandes dimensiones desarrollado exclusivamente para la guerra. Contaba con dos cubiertas; en la inferior se encontraban siete hileras de remos, utilizados cuando el viento no era favorable para la navegación. Llevaba al menos 26 cañones, y a veces hasta 50, con una tripulación de entre 50 y 60 remeros y marineros y otros 125 infantes de marina. Los remeros estaban relativamente seguros en la cubierta inferior, y los infantes en la superior tenían una ventaja de altura sobre el enemigo para disparar o evitar el abordaje del barco. La cubierta superior tenía una torre en el centro del barco que se utilizaba para el mando y la observación. La cubierta del panokseon era amplia y plana, lo que la hacía ideal para la instalación de cañones. Los panokseon se construían en diferentes tamaños; se estima que los más grandes oscilaban entre 21 y 30,5 m de eslora.
Durante las invasiones japonesas a Corea tuvieron una destacada participación junto con el «barco tortuga» desarrollado posteriormente. Durante dicho conflicto, la flota del Almirante Yi tuvo grandes victorias en contra de la flota invasora, cuyos barcos no contaban con las ventajas de velocidad y maniobrabilidad de sus contrapartes coreanos. 